# Kolonia Chechelska
Kolonia Chechelska – część wsi Chechły w Polsce położona w województwie mazowieckim, w powiecie zwoleńskim, w gminie Policzna. 
Miejscowość wchodzi w skład sołectwa Florianów.
W latach 1975–1998 miejscowość należała administracyjnie do województwa radomskiego.
Wierni Kościoła rzymskokatolickiego należą do parafii św. Floriana w Łagowie Kozienickim.